# Retiro rhombifer
Retiro rhombifer är en spindelart som först beskrevs av Simon 1906.  Retiro rhombifer ingår i släktet Retiro och familjen mörkerspindlar.
Artens utbredningsområde är Ecuador. Inga underarter finns listade i Catalogue of Life.